# Ramat Gan
Ramat Ganⓘ (hebr. ‏רמת גן‎; arab. ‏رمات جان‎/‏رمات غان‎; pol. „wzgórza ogrodów”) – miasto położone w dystrykcie Tel Awiw w Izraelu. Leży na równinie Szaron nad Morzem Śródziemnym, w zespole miejskim Gusz Dan.

## Położenie

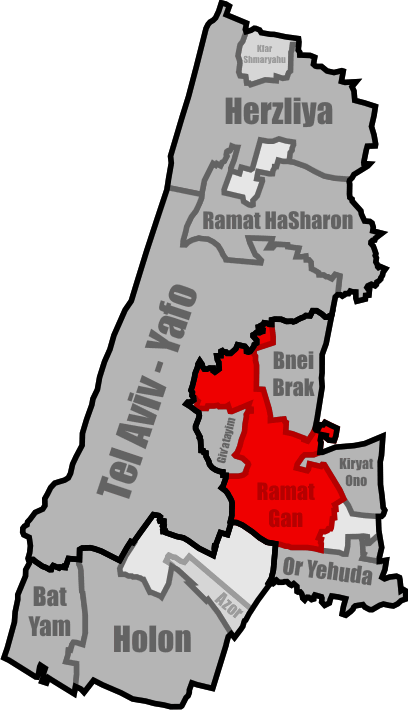
Lokalizacja Ramat Gan w metropolii Gusz Dan

Ramat Gan jest położony na kontynencie azjatyckim, na wschodnim wybrzeżu Morza Śródziemnego. Miasto leży na nadmorskiej równinie Szaron, na historycznej drodze lądowej łączącej Europę, Azję i Afrykę. Północną granicą miasta jest rzeka Jarkon, wschodnią miasto Bnei Brak, a południową i zachodnią miasto Giwatajim. Leży w otoczeniu miast Tel Awiw-Jafa, Giwatajim, Bene Berak, Giwat Szemu’el, Kirjat Ono, Or Jehuda, miasteczka Azor, oraz moszawów Gannot i Chemed. Na wschód od miasta jest baza wojskowa Tel-Hashomer należąca do Sił Obronnych Izraela.

### Podział administracyjny
Miasto posiada liczne dzielnice: Centrum, Nachalat Ganim, Kirjat Krinici, Ramat Szikma, Ramat Jicchak, Szuchnat Riszonim, Tel Jehuda, Giwat Geula, Newe Jehoszua, Kirjat Borchow, Marom Nawe, Ramat Amidar, Ramat Chen, Szikun Watikim, Szchunat Hillel, Elite i Diamond Exchange District oraz Tel Binjamin.

## Środowisko naturalne
Miasto wybudowano na wapiennych skałach. Ramat Gan posiada liczne parki i ogrody, wliczając w to Park Narodowy o powierzchni 1,9ha.

### Klimat
Ramat Gan ma klimat śródziemnomorski, który charakteryzuje się gorącymi i wilgotnymi latami oraz chłodnymi i deszczowymi zimami. Wiosna rozpoczyna się w marcu, a w drugiej połowie maja rozpoczyna się lato. Średnia temperatura latem wynosi 26 °C, a zimą 12 °C. Opady śniegu są rzadkością w Ramat Ganie, ale zdarza się spadek temperatury do 6 °C. Suma rocznych opadów atmosferycznych wynosi 500 mm.

## Demografia
Zgodnie z danymi Izraelskiego Centrum Danych Statystycznych w 2009 w mieście żyło 135,1 tys. mieszkańców, w tym 95,1% stanowią Żydzi, a 4,9% inne narodowości.
Populacja miasta pod względem wieku:
| Wiek (w latach) | Procent populacji |
| --------------- | ----------------- |
| 0-4             | 6,9%              |
| 5-9             | 5,6%              |
| 10-14           | 5,5%              |
| 15-19           | 5,4%              |
| 20-29           | 14,5%             |
| 30-44           | 22,9%             |
| 45-59           | 17,3%             |
| ponad 60        | 22,0%             |

Źródło danych: Central Bureau of Statistics.

## Historia
Organizacje syjonistyczne zakupiły pierwszą ziemię w tej okolicy podczas I wojny światowej. Osada została założona w 1921 jako rolniczy moszaw w którym uprawiano pszenicę, jęczmień i arbuzy. Pierwotnie nazywał się on Ir ganim (Miasto Ogrodów) i był osiedlem położonym na obrzeżach rozrastającego się Tel Awiwu.
Od 1923 nosił obecną nazwę Ramat Gan. W 1926 brytyjskie władze Palestyny nadały osadzie status samorządu lokalnego. W owym czasie żyło tutaj 450 mieszkańców.
Dla rozwoju Ramat Gan niezwykle ważnym okazał się napływ żydowskich imigrantów z Europy, którzy w latach 1940–1945 przybywali do Palestyny. Osada stopniowo ewoluowała z rolniczego moszawu do ważnego ośrodka handlowo-przemysłowego, który w 1946 liczył już 12 tys. mieszkańców i w 1950 otrzymał prawa miejskie.
W 1955 populacja miasta wzrosła do 55 tys. mieszkańców. W 1961 do miasta przyłączono obszar, na którym znajdują się Uniwersytet Bar-Ilana oraz Centrum Medyczne Chaim Sheba (Szpital Tel Hashomer). W 1968 w mieście otworzono największą na świecie giełdę wymiany diamentów.

### Nazwa
Nazwa miasta oznacza „Wzgórza ogrodów”, ponieważ w Ramat Ganie znajdują się liczne parki i ogrody.

## Architektura

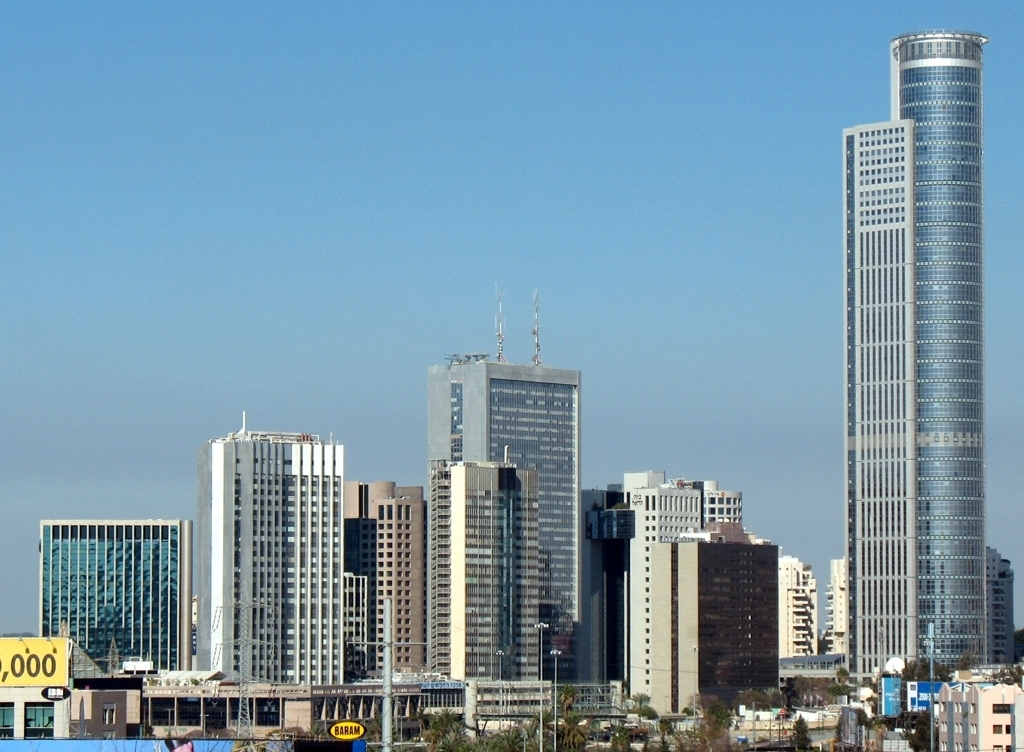
Po prawej stronie widoczny najwyższy wieżowiec City Gate (Moshe Aviv) Tower w Ramat Ganie

Miasto jest rozciągnięte na dużej powierzchni. Jego północną granicę stanowi zielony obszar Park Jarkon w Tel Awiwie. Północno-zachodnia część miasta to rejon skupiony wokół Giełdy Diamentowej, stanowiący centrum Ramat Gan. Graniczy on z autostradą Ayalon, która oddziela Ramat Gan od Tel Awiwu. Rejon ten słynie z największego skupiska drapaczy chmur w Izraelu. Sama Giełda Diamentów składa się z czterech drapaczy chmur połączonych z sobą mostami. Są to: Opal Towers (wysokość 124 metry), Diamond Tower (wysokość 115 m), D-Mall Tower (91 m), Shimshon Tower (79 m) i Noam Tower (56 m). Poza nimi znajdują się tutaj 33 drapacze chmur, wśród których znajduje się najwyższy budynek Izraela: wybudowany w 1998 Moshe Aviv Tower o wysokości 244 metrów. Budynek posiada własną ekskluzywną salę gimnastyczną i synagogę, szczyci się także dwoma basenami kąpielowymi. Jego budowa kosztowała 130 milionów dolarów amerykańskich (jest to najdroższy budynek wybudowany w Izraelu). Jest to ósmy najwyższy budynek na Bliskim Wschodzie. Na początku 2008 rozpoczęła się budowa kolejnego drapacza chmur o wysokości 244 metrów, który będzie nazywać się Elite Tower. Budynek hotelu Sheraton City Tower jest trzecim pod względem wysokości drapaczem chmur w Ramat Ganie (wysokość 170 metrów). Przy samym centrum przebiega linia kolejowa ze stacją kolejową Tel Awiw Merkaz.
Północno-wschodnią granicę miasta wyznacza rozległy obszar Parku Ramat Gan. Na wschód od miasta znajduje się Centrum Medyczne Chaim Sheba, które jest włączone w granice administracyjne Ramat Gan.

## Kultura

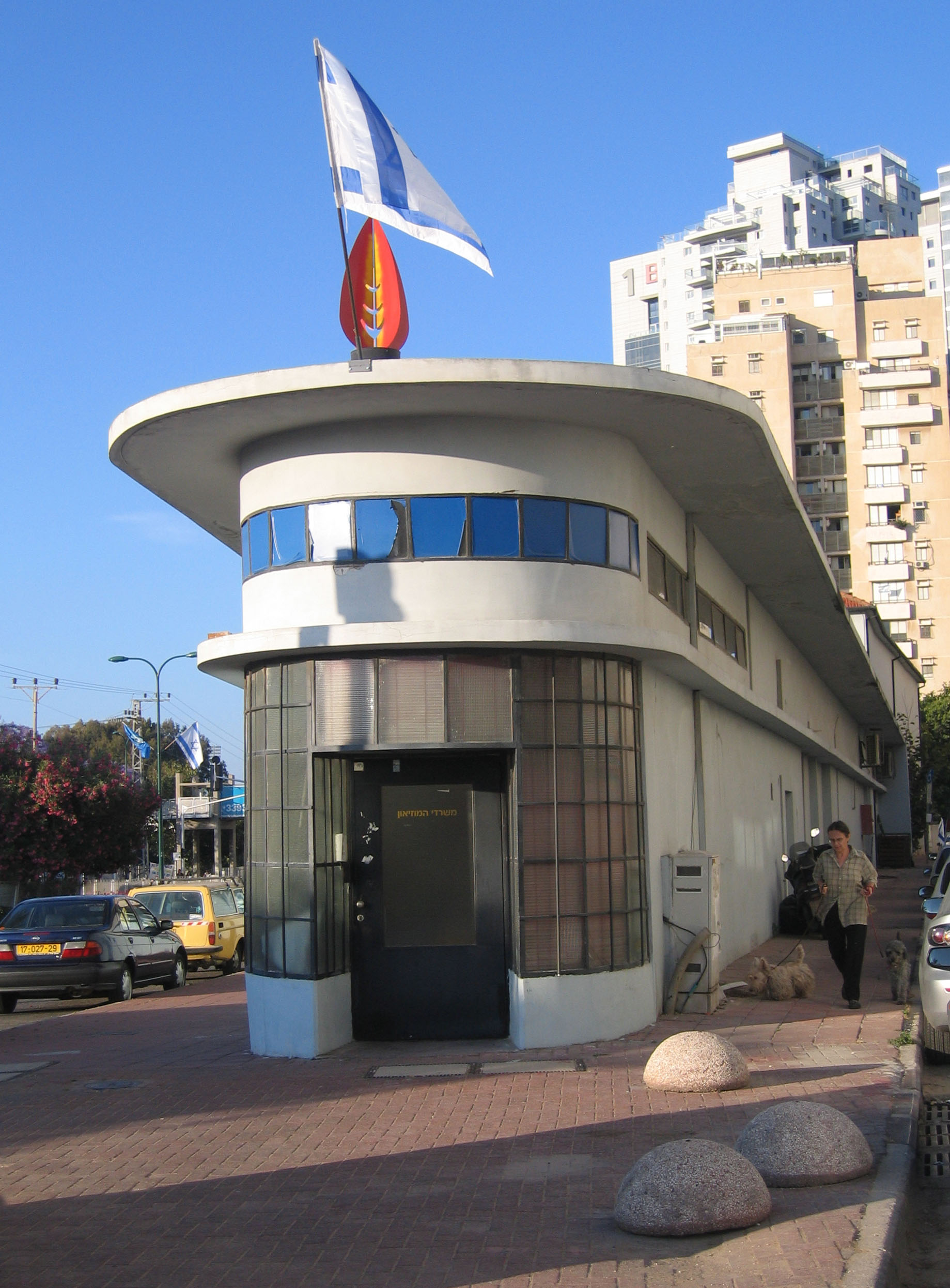
Ramat Gan Museum

Szczególnym miejskim muzeum jest dom pierwszego burmistrza Ramat Gan, Abrahama Krinizi. Zostawił on swój prywatny dom miastu, które przekształciło go w muzeum. Przy pomocy nowoczesnych multimedialnych prezentacji pokazuje się w nim historię miasta przeplecioną biografią Abrahama Krinzi.
Kiryat Omanut jest kompleksem kulturalnym, w którym mieszczą się domy zmarłych izraelskich artystów Kahana, Constanta i Rapoporta. Ich domy zostały przekształcone w muzea i galerie sztuki. W tym kompleksie znajduje się także Muzeum Izraelskiej Sztuki będące jednym z najlepszych muzeów Izraela. Zostało założone w 1987 i prezentuje wyłącznie sztukę izraelskich artystów. Muzeum Sztuki Rosyjskiej prezentuje obrazy rosyjskich malarzy z początku XX wieku (między innymi dzieła Léona Baksta, Aleksandra Benois i inni).
Wyjątkowym i unikalnym obiektem jest Muzeum Człowieka i Żyjącego Świata, które jest położone w sercu parku narodowego. Pokazuje ono różnorodne eksponaty historii naturalnej i przyrody ożywionej. Jest to także centrum działalności edukacyjnej, w którym używane są najnowocześniejsze technologie multimedialne i inne. Muzeum Maccabi przedstawia dokumenty i pamiątki dotyczące żydowskiego sportu począwszy od 1898 do czasów współczesnych. Część wystawy jest poświęcona historii ruchu Maccabi oraz Olimpiadzie Machabejskiej.

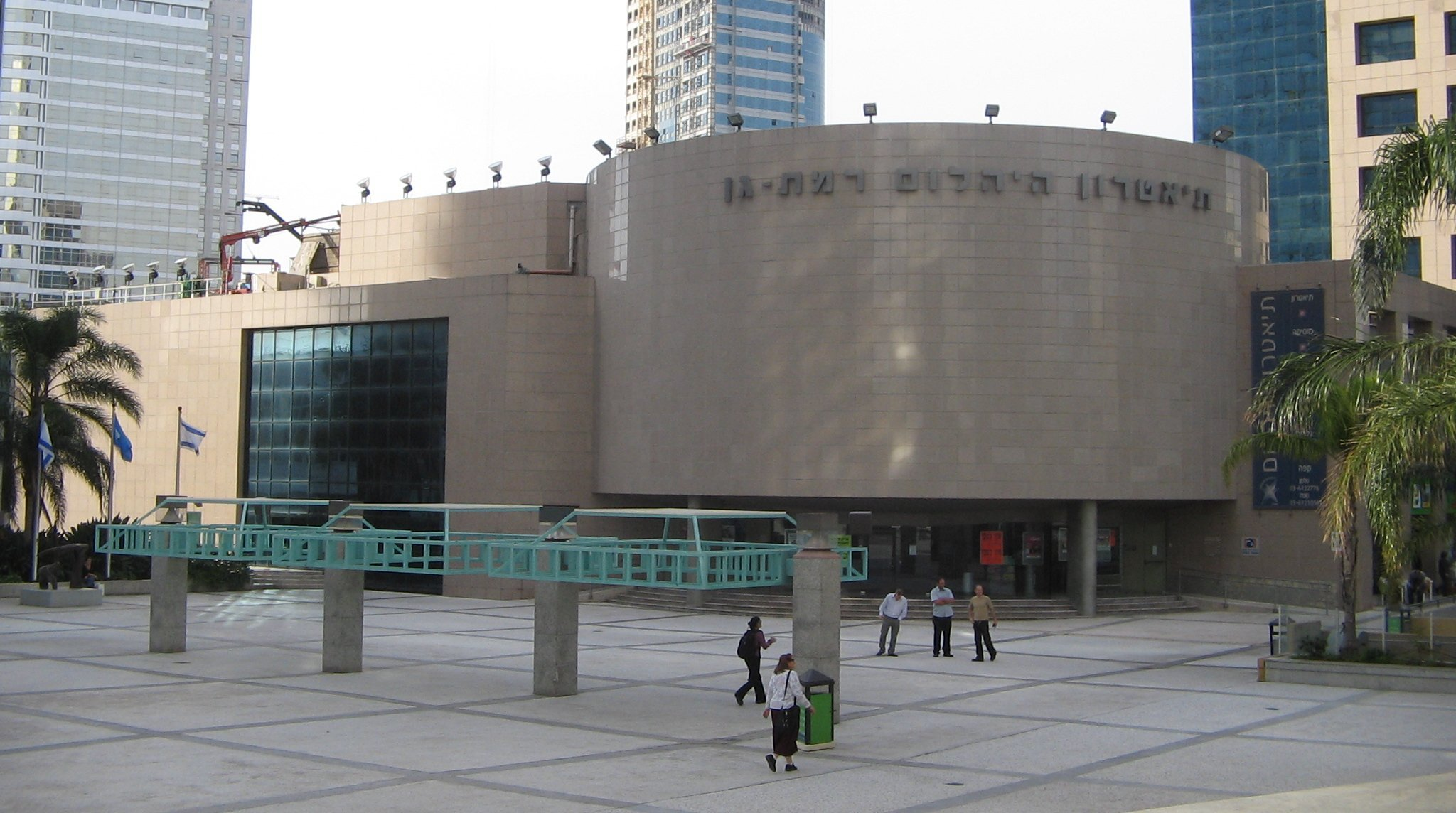
The Diamond Theatre w Ramat Ganie

W samym środku giełdy wymiany diamentów znajduje się The Harry Oppenheimer Diamond Museum, ukazujące wielkość i wspaniałość osiągnięć izraelskiego przemysłu diamentowego. Sale muzealne pozwalają poznać zagadnienia produkcji, eksportu, obróbki i handlu diamentami.
W mieście działają dwa teatry: Teatr Hayahalom (zwany Teatrem Diamentowym), który jest umiejscowiony na terenie giełdy diamentów; oraz Teatr Ramat-Gan nazwany na cześć króla Norwegii Olava V.
Centrum Kultury Russella jest położone w południowej części miasta. Prowadzi ono różnorodną działalność kulturalną, wliczając w to przedstawienia teatralne, koncerty muzyczne, widowiska, warsztaty dla dzieci i inne.

## Edukacja i nauka

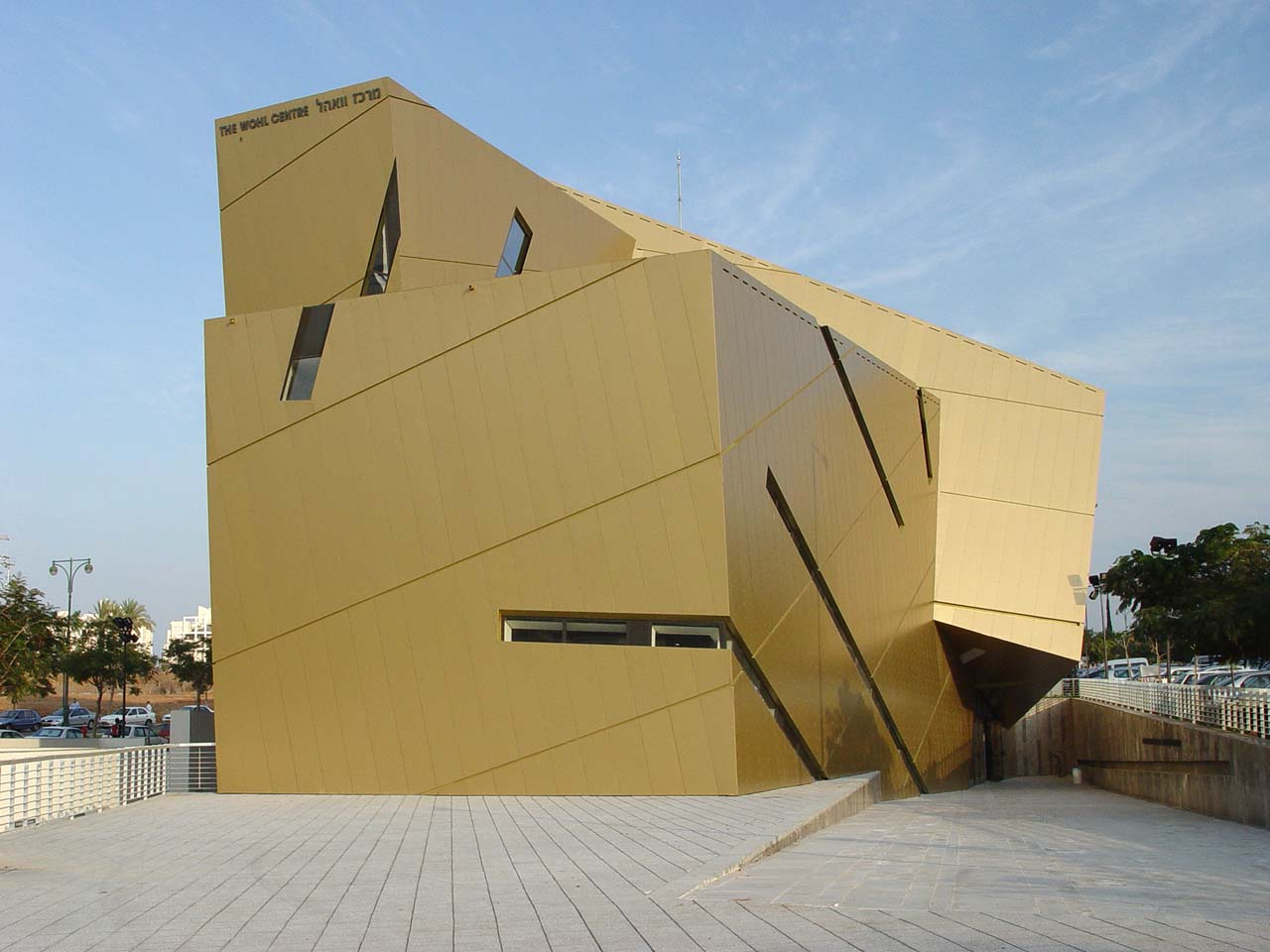
Wohl Centre na Uniwersytecie Bar-Ilana

Ramat Gan jest siedzibą Uniwersytetu Bar-Ilana, który został założony w 1955 przez rabina Meira Bar-Ilana (1880-1949). Pragnął on, aby uniwersytet był uczelnią promującą syjonizm religijny. Z tego powodu uczelnia oferuje dwa programy nauczania: nauki świeckie i studia religijne. Uczy się tutaj prawie 26 tys. studentów.
Szkołą kształcącą artystów jest Beit Zvi School for the Performing Arts. Z kolegiów są tutaj: Ramat-Gan College oraz Shenkar College for Fashion and Textile Technology.

## Turystyka

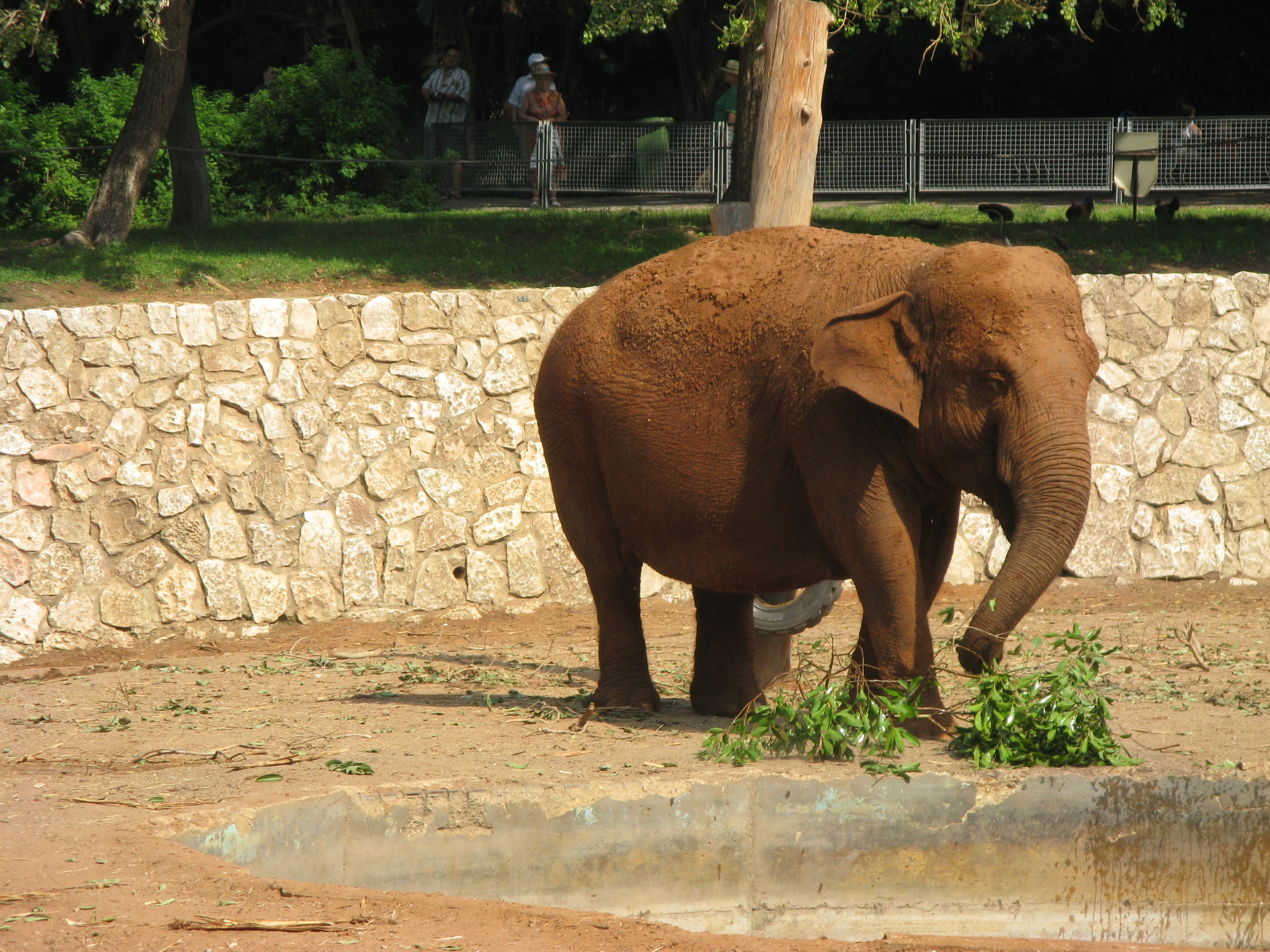
Słoń indyjski w zoo w Ramat Ganie

W południowo-wschodniej części miasta znajduje się Park Narodowy nazwany na cześć pierwszego burmistrza Avrahama Krinitzi. Jest to najpiękniejszy park ze wszystkich miejskich terenów zielonych Ramat Gan. Rozciąga się on na powierzchni prawie 500 akrów otaczających urocze jezioro. Każdego roku park odwiedza 700-800 tys. gości. Tuż przy nim znajduje się Park Afrykański oraz ogród zoologiczny, popularnie zwane „Safari”. Obejmuje on powierzchnię 250 akrów, na których zgromadzono 1600 zwierząt różnych gatunków. Jest to największy ogród zoologiczny na Bliskim Wschodzie i jedynym na świecie, który posiada tak duże stada zwierząt afrykańskich. W hodowli są słonie afrykańskie i indyjskie, goryle, orangutany, hipopotamy, lwy i inne.

### Baza noclegowa
W mieście znajdują się liczne hotele, wśród których najlepszymi są Kfar Hmaccabiah, Rimonim Optima Tower Hotel i Sheraton City Tower. Budynek Sheraton City Tower jest trzecim najwyższym drapaczem chmur w Ramat Ganie (wysokość 170 metrów). Goście mogą w nim korzystać z 200 luksusowych apartamentów.

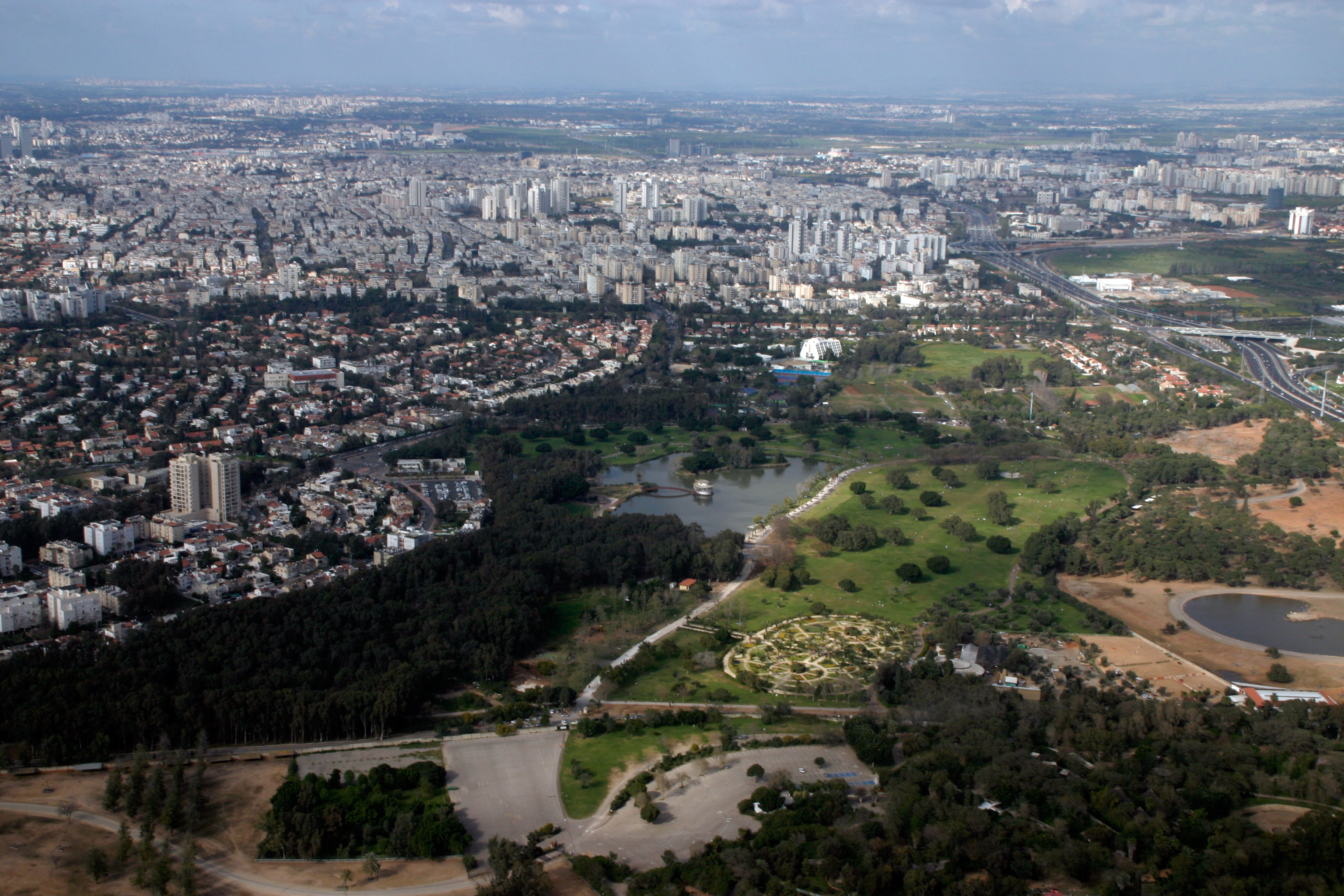
Panorama Ramat Gan z Parkiem Narodowym Avrahama Krinitzi

## Religia
W Ramat Ganie znajduje się 130 synagog oraz dwie jesziwy.
W mieście jest także świątynia buddyjska, centrum scjentologiczne i ośrodek Kabały.

## Sport i rekreacja

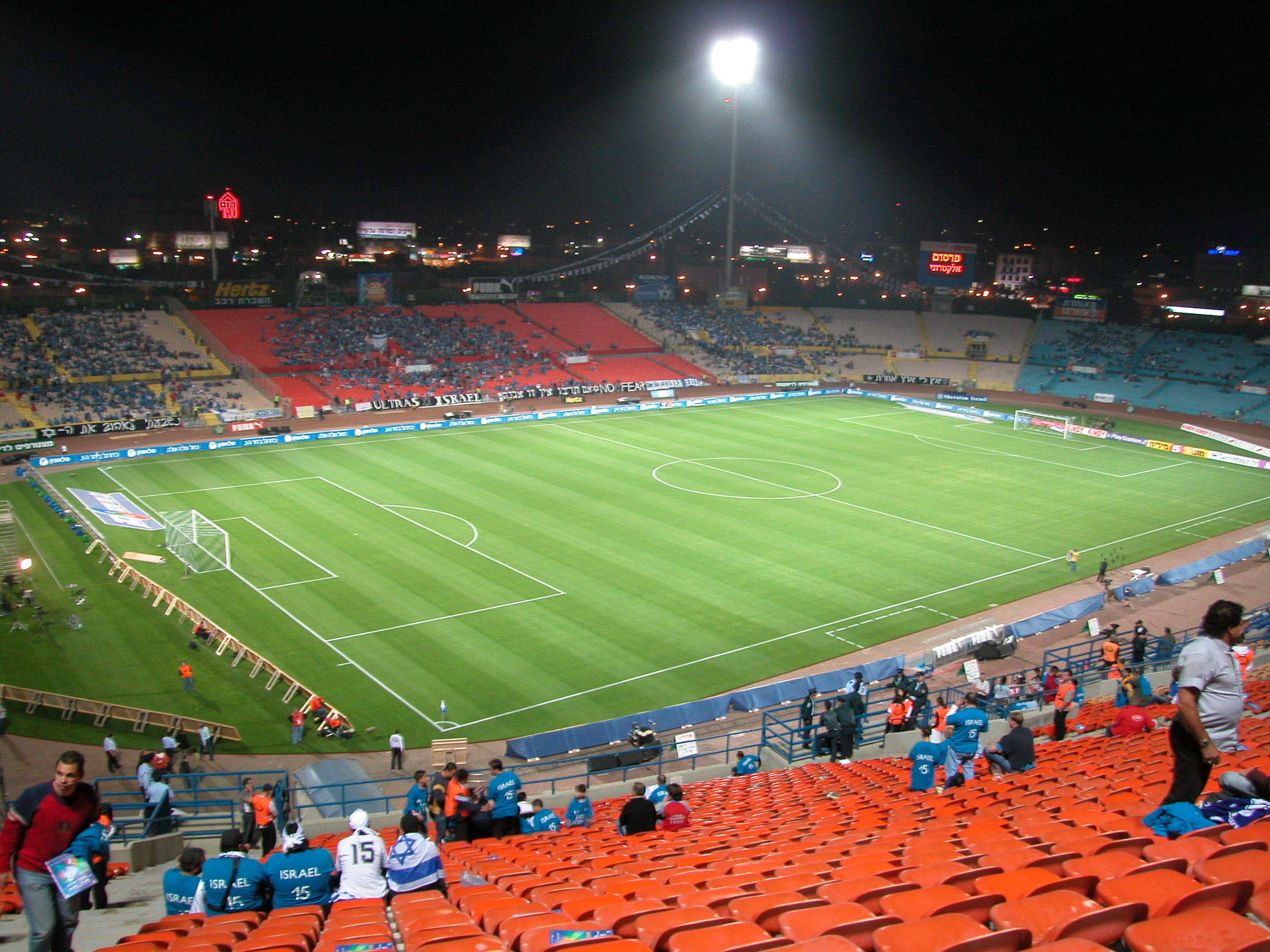
Stadion Ramat Gan

W Ramat Ganie w 1951 wybudowano narodowy stadion Izraela do gry w piłkę nożną – Stadion Ramat Gan (41 583 miejsc siedzących). Od tego czasu swoje mecze na tym obiekcie rozgrywa reprezentacja Izraela w piłce nożnej. Co cztery lata odbywają się tutaj żydowskie Olimpiady Machabejskie. Na potrzeby olimpiady wybudowano sportową wioskę Kfar HaMaccabiah, w której obok obiektów sportowych znajdują się liczne hotele. Przy stadionie jest największy w Izraelu Aquapark Meymadion. Zajmuje on powierzchnię 25 akrów, na których umieszczono liczne atrakcje i obiekty sportowo-rekreacyjne. Dla ułatwienia komunikacji, przy stadionie Ramat Gan znajduje się stacja kolejowa Bene Berak.
Dodatkowo w mieście jest 13 boisk do piłki nożnej, 7 hal do koszykówki, 3 kompleksy tenisowe, hale do piłki ręcznej oraz liczne baseny kąpielowe. Jest tu także kompleks sportowy dla niepełnosprawnych, w którym regularnie trenuje około 2 tys. niepełnosprawnych osób.

## Gospodarka
Gospodarka Ramat Gan słynie z giełdy diamentów (hebr. מתחם הבורסה), która jest położona w centrum biznesowym w północnej części miasta. Centrum jest skupiskiem licznych drapaczy chmur, z których najwyższym jest City Gate Ramat Gan (69 pięter i wysokość 244 m) – jest to najwyższy budynek w Izraelu i na całym Bliskim Wschodzie.
Centrum biznesowe Ramat Gan stanowi poważną konkurencję dla biznesu Tel Awiwu. To właśnie tutaj w latach 60. Moshe Schnitzer założył centrum cięcia diamentów, które obecnie jest największym tego typu ośrodkiem na świecie. Funkcjonuje tutaj giełda diamentów. W tym skupisku drapaczy chmur mieszczą się liczne banki, siedziby międzynarodowych korporacji, a także centra rozrywki oraz nocne kluby (miejsce znane z prostytucji itp.).
W mieście rozwinął się przemysł włókienniczy oraz elektrotechniczny.

## Infrastruktura
W mieście znajduje się słynne na całym świecie Centrum Medyczne Chaim Sheba (hebr. המרכז הרפואי ע"ש חיים שיבא – תל השומר; ang. Chaim Sheba Medical Center). Szpital został założony w 1948. Obecnie cały kompleks szpitalny zajmuje powierzchnię 150 akrów i składa się ze 120 różnorodnych przychodni oraz specjalistycznych klinik, w których znajduje się 1,7 tys. łóżek dla pacjentów. Pracuje tutaj 1,3 tys. lekarzy, 2,4 tys. pielęgniarek oraz 3,3 tys. pracowników personelu technicznego i pomocniczego. Centrum Medyczne posiada szpital Acute Care połączony ze szpitalem rehabilitacyjnym, szpital kobiecy, szpital dziecięcy, szpitalne skrzydło wojskowe stworzone na potrzeby Sił Obronnych Izraela oraz kampus naukowy.
Dodatkowo w Ramat Ganie znajduje się Safra Children’s Hospital i Padeh Geriatric Rehabilitation Center.

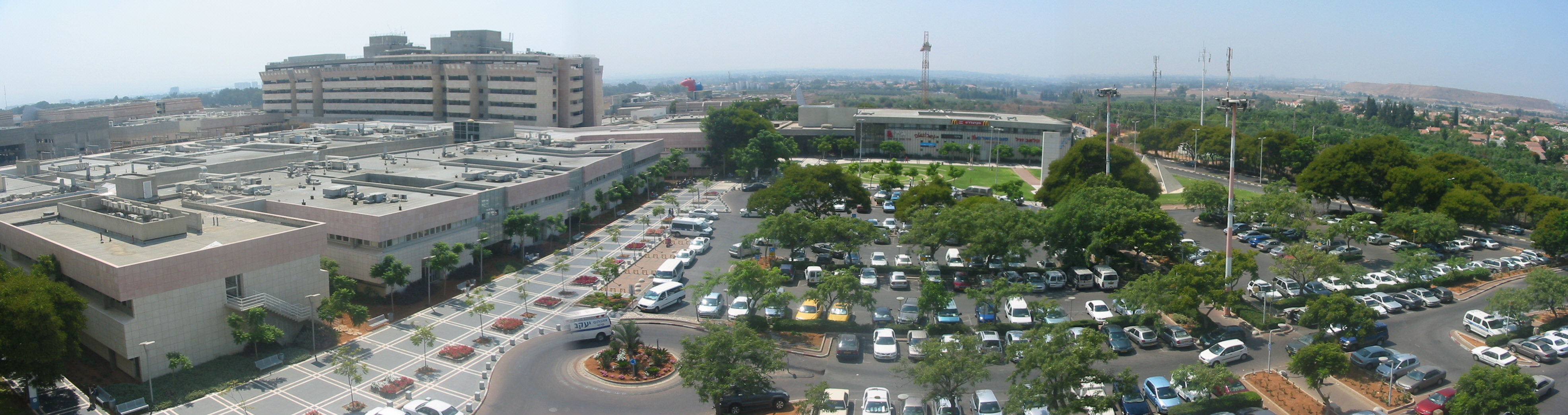
Sheba Medical Center

## Transport

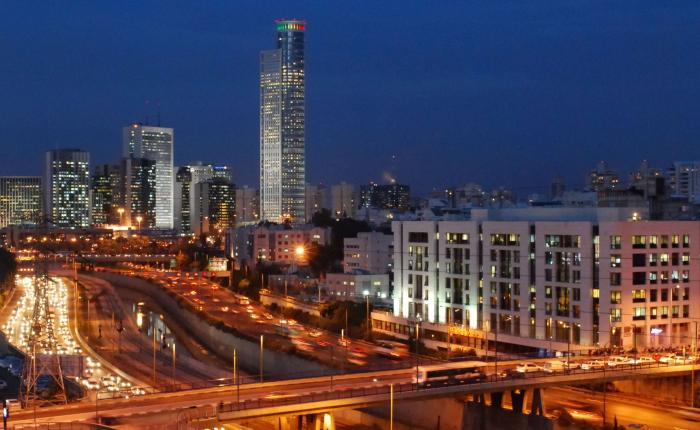
Ramat Gan nocą

Wzdłuż wschodniej granicy miasta przebiega autostrada nr 4  (Erez–Rosz ha-Nikra), która krzyżuje się z biegnącą wzdłuż południowej granicy miasta drogą nr 461 . Jadąc nią na wschód dojeżdża się do miasta Or Jehuda, a jadąc na zachód dojeżdża się do miasta Tel Awiw i autostrady nr 1  (Tel Awiw–Jerozolima). W kierunku wschodnim wychodzi z miasta droga nr 471 , którą można dojechać do miast Kirjat Ono i Petach Tikwa. Przez północno-zachodnią część miasta przechodzi droga nr 481 , którą jadąc na wschód dojeżdża się do miasta Bnei Brak lub jadąc na zachód dojeżdża się do Tel Awiwu i autostrady nr 20  (Riszon Le-Cijon-Riszpon).

## Ludzie związani z Ramat Ganem
- Li’or Aszkenazi − aktor
- Etgar Keret – poeta, prozaik, felietonista
- Ilan Ramon – astronauta
- Nisan Slomianski – polityk, działacz osadniczy, członek Gusz Emunim
- Salomon Wininger – biografista (od 1951 do śmierci mieszkający w Ramat Ganie)

## Ciekawostki
Flaga miasta Ramat Gan była jedną z flag, które izraelski astronauta Ilan Ramon wziął ze sobą na pokład promu kosmicznego Columbia (STS-107).

## Miasta partnerskie
- Mendoza (Argentyna)
- Shenyang (Chiny)
- Strasburg (Francja)
- Kassel (Niemcy)
- Main-Kinzig (Niemcy)
- Weinheim (Niemcy)
- Lima (Peru)
- Taoyuan (Tajwan)
- Wrocław (Polska)
- Penza (Rosja)
- Phoenix (Stany Zjednoczone)
- High Barnet (Wielka Brytania)
- Szombathely (Węgry)